# ダブリン工科大学
ダブリン工科大学（ダブリンこうかだいがく、英語: Technological University Dublin、公用語表記: Ollscoil Teicneolaíochta Bhaile Átha Cliath）は、ダブリン7区グランジゴーマンに本部を置くアイルランドの国立大学。1887年創立、2019年大学設置。大学の略称はTUD、またはOTBÁC。

## 概要

### 大学全体
2019年1月1日に設置されたアイルランド初の工科大学であり、先行するダブリン技術学院（Dublin Institute of Technology）、タラ技術学院（Institute of Technology, Tallaght）、ブランチャーズタウン技術学院（Institute of Technology, Blanchardstown）の3校を合併し、機能と運営を引き継いでいる。学生数は28,500人であり、ユニバーシティ・カレッジ・ダブリン（アイルランド国立大学ダブリン校）に次ぐアイルランド最大の大学となっている。アイルランドで8校目、ダブリン県ではダブリン大学トリニティ・カレッジ、ユニバーシティ・カレッジ・ダブリン、ダブリンシティ大学に続く4校目の大学である。ダブリン工科大学の歴史は、アイルランドで最初の技術教育機関であるダブリン市技術学校（City of Dublin Technical Schools）が設立された1887年までさかのぼる。
ダブリン工科大学は、ソフィア工科大学（ブルガリア）、キプロス工科大学（キプロス）、ダルムシュタット応用科学大学（ドイツ）、リガ工科大学（ラトビア）、カルタヘナ工科大学（スペイン）、トロワ工科大学（フランス）、クルージュナポカ工科大学（ルーマニア）とともに、ヨーロッパ工科大学EUt+の加盟大学である。EUt+を通じ、ヨーロッパ諸国の学生、教員、各キャンパスが設置されている地域の持続可能な未来を築くことに取り組んでいる。

### 大学評価
大学評価の世界的指標の一つである、クアクアレリ・シモンズによる「QS世界大学ランキング 2024」では世界第851〜900位台で、国内第8位であり、工学部門では世界第501〜530位台である。過去最高は、ダブリン技術学院時代の2010年の世界第395位。
また、タイムズ・ハイアー・エデュケーションの『THE世界大学ランキング 2023』では世界第1001〜1200位台等、国内第9位である。

### 入学試験
中央出願局（CAO）は、ダブリン工科大学に代わり、アイルランド、イギリス、欧州連合および欧州自由貿易連合の学士課程の出願を担当している。学士課程への入学の決定は、CAOが合格受験者に通知を出すようダブリン工科大学が指示している。大学への入学は専ら学力に基づいている。最低限の入学要件があり、個々の学部・コースにはさらに入学要件がある。医学系や芸術系など一部の学部・コースは別の試験を受ける必要もある。
CAOは、アイルランドの国家統一高校卒業試験のリービング・サーティフィケートの結果に応じて合否を決める。イギリスの一般教育修了上級レベル、フランスのバカロレアなどの欧州連合および欧州自由貿易連合の試験や国際バカロレアなどでも出願はできる。
欧州の国民または居住者ではない出願者には、異なる出願手順が適用される。
短期コース、技能実習コース、大学院への入学は、ダブリン工科大学が直接担当する。

## 沿革

### ダブリン市技術学校
ダブリン工科大学の前身であるダブリン市技術学校（City of Dublin Technical Schools）は、1887年にアーノルド・フェリックス・グレイブスによって設立された。その後、以下のカレッジが設立された。
- 技術カレッジ、ケビン通り（1887年設立）
- 音楽カレッジ、チャタム・ロウ（1890年設立）
- 商科カレッジ、ラスマインズ（1901年設立）
- マーケティング・デザイン・カレッジ 、マウント・ジョイ・スクエア（1905年設立）
- 技術カレッジ、ボルトン通り（1911年設立）
- ケータリング・カレッジ、キャサル・ブルガ通り（1941年設立）

### 研究所の合併
2014年にダブリン技術学院（Dublin Institute of Technology; DIT）、タラ技術学院（Institute of Technology, Tallaght; ITT）、およびブランチャーズタウン技術学院（Institute of Technology, Blanchardstown; ITB）が共同で統合し、大学としての認可をアイルランド政府に申請した。当時、技術学院法（2006年）のもと、アイルランドには技術学院が14校あったが、政治的な欲求により、デルフト工科大学のような工科大学と呼ばれる、より高度な高等教育機関を形成する考案を出した。
3つの技術学院によって提案された買い付けは最終的に2014年に合体し、「ダブリン工科大学同盟（Technological University for Dublin Alliance / TU4Dublin）」のもとで工科大学としての指定を求めることになった。マイケル・D・ヒギンズ大統領による2018年の工科大学法（Technological Universities Act 2018）の法制化署名を受け、2018年4月に最終申請が行われた。
ダブリン工科大学の設立は2018年7月に承認され、2019年1月1日に正式に設立された。
2019年4月、ケビンス通りキャンパスを1億4,000万ユーロでヨーク資本とウェストリッジ不動産に売却した。
2020年3月、アウンジャー通りキャンパスを売り出した。

## キャンパス
2020年度現在、ダブリン工科大学は前身の技術学院のキャンパスを使用しており、以下の3つの主要キャンパスで構成されている。
- グランジゴーマンキャンパス（ダブリン7区）
  - アウンジャー通りキャンパス（1区）
  - ボルトン通りキャンパス（2区）
- タラキャンパス（南ダブリン）
- ブランチャーズタウンキャンパス（ダブリン15区）

前身のダブリン技術学院のケビン通りキャンパス、キャサル・ブルガ通りキャンパス、ラスマインズキャンパスは、2020年にグランジゴーマンキャンパスへ移転された。また、ブランチャーズタウンキャンパス、タラキャンパスの拡張開発も計画されている。グランジゴーマンキャンパスには、研究施設であるグリーンウェイ・ハブがある。

## 組織構成

### 教員
2019年の3つの技術学院の統合により、ダブリン技術学院学長ブライアン・ノートン、タラ技術学院学長トーマス・ストーン、ブランチャーズタウン技術学院学長ダルミード・オキャラハンに代わり、デビッド・フィッツパトリックがダブリン工科大学の学長に就いた。同氏は、ユニバーシティ・カレッジ・ダブリン（アイルランド国立大学ダブリン校）の工学・建築学部長であった。
ダブリン工科大学運営組織の秘書は、デニス・マーフィーである。

### 学部・研究科
2023年現在の学部・学科・研究科は以下の通り（専攻を除く）。
- 理保健学部
  - 生物健康科学科
  - 化学薬学科
  - 情報学科
  - 食品科学・環境衛生学科
  - 数理学科
  - 物理・臨床・検眼科学科
- 工学建築環境部
  - 建築環境学科
  - 電気電子工学科
  - 機械工学科
  - 測量建設イノベーション学科
  - 交通土木工学科
- 経営学部
  - 経理・財務学科
  - マネジメント学科
  - マーケティング学科
  - 小売・サービス経営学科
  - 大学院ビジネススクール
  - 販売促進学科
- 芸術観光学部
  - 創造芸術学科
  - 料理学科
  - ホスピタリティ・経営・観光学科
  - 言語・法律・社会学科
  - メディア学科
  - 音楽演劇学科

#### 入学試験
中央出願局（CAO）は、ダブリン工科大学に代わり、アイルランド、イギリス、欧州連合および欧州自由貿易連合の学士課程の出願を担当している。学士課程への入学の決定は、CAOが合格受験者に通知を出すようダブリン工科大学が指示している。大学への入学は専ら学力に基づいている。最低限の入学要件があり、英語またはアイルランド語の合格最低点と数学の合格最低点が必要である。また、ヨーロッパ大陸の外国語（フランス語、ドイツ語、スペイン語、イタリア語）での合格最低点が必要な場合もあり、数学の高レベル試験で40％を超えると総合点数に25点加算される。
また、個々の学部・コースにはさらに入学要件がある。たとえば、理系の学部は通常、1つ以上の科学科目で特定の点数以上が必要となる。アイルランドの国家卒業統一試験のリービング・サーティフィケートの科目試験には高レベル（Higher Level）、普通レベル（Ordinary Level）があり、入学条件にレベルを指定する場合もある。また、試験の総合点数で学部・コースに必要な総合点数を達成する必要もある。例えば、2019年のグランジゴーマンの建築環境工学部では、最低総合点数401点が必要な上、数学（高レベル）の最低得点が60％以上である必要がある。総合点数は、通常リービング・サーティフィケートでは625点満点であるが、芸術系など一部の学部・コースはポートフォリオの提出や、オーディション、インタビューを受ける必要があり、必要最低点数が625点を超えることもある。例えば、2018年のグランジゴーマンの芸術観光学部視覚デザイン学科では、最低総合点数902点となっている。
合否は、CAOによって毎年8月中旬に発表される。アイルランドのリービング・サーティフィケートのみならず、イギリスの一般教育修了上級レベル、フランスのバカロレアなどの欧州連合および欧州自由貿易連合の試験や国際バカロレアなどでも出願はできる。欧州連合の国民または居住者ではない出願者には、異なる出願手順が適用される。
短期コース、技能実習コースへの入学は、ダブリン工科大学が直接担当する。
日本を含む欧州外の場合、国際バカロレア、一般教育修了上級レベルなどの受験者で最低入学条件を満たすならば、直接入学できる。ただし、入学を保証するものではなく、優れた試験結果を保有している受験者を順に定員を埋める。それ以外では、1年間のスタンダード・ファンデーション・プログラムおよびエクステンデッド・ファンデーション・プログラムを設けている。最低限IELTSで5.0以上の英語力の場合はスタンダード・ファンデーション・プログラム、最低限IELTSで4.5以上5.0以下の英語力の場合はエクステンデッド・ファンデーション・プログラムを受ける。IELTSの他、TOEFL（最低92点）やDuolingo English Test（最低95点）など様々な英語力試験も受け入れている。
ダブリン工科大学大学院への入学は、ダブリン工科大学が直接担当する。
大学院に入学する場合、4年制大学を研究科により一定のCGPAで卒業している必要がある。アイルランドの2.2は65％、2.1は70％、1は80％に相当する。ただし入学を保証するものではなく、定員数に限りがある。

## 教育および研究

### 教育
アイルランド国家資格フレームワーク（NFQ）レベル6（ISCEDレベル4・5）の上級・高等サーティフィケートからNFQレベル10（ISCEDレベル8）の博士まで様々なコース・学部・研究科がある。また、パートタイムコースも大学および大学院で提供している。

### 研究
ダブリン工科大学では、研究活動をテーマ別に配置し、基礎研究と応用の専門知識を基盤とした研究機関を構築している。

#### 環境・エネルギー・健康研究
環境・エネルギー・健康研究では、温室効果ガスの排出を削減し、供給の安定性を高め、国の競争力を高めるための政策の開発に重点を置いている。
バイオプロセス技術を調査、適用、最適化し、廃棄物削減や食糧不足などの世界的な課題に対する持続可能な解決策を見つけるために取り組んでおり、新しい診断方法や支援技術だけでなく、健康政策を支えるための報告書も提出している。

#### 情報通信・メディア技術研究
ブロードバンド・トラフィック管理、無線伝播、「ビッグデータ」、機械学習、人工知能、サイバーセキュリティなどの問題を調査し、現代生活における情報通信技術の幅広い役割を継続的に評価している。文化遺産の応用、スマートシティ開発やサービス、音楽やエンターテイメントなど、消費者のためのより良いサービスや体験を開発するために情報通信技術を活用している。

#### 新素材・新デバイス研究
新素材・新デバイス研究チームは、ヘルスケア、製造、診断、センサー技術、新薬の治療法や製品などの分野で研究を行っている。

#### 社会・文化・企業研究
小売、消費者マーケティング、金融、企業責任、政策開発などの分野を研究しており、データ分析、デジタルプラットフォームなどの分野との関わりを通じ、技術的なビジネスソリューションをデザインしている。

## 学生生活
2018年の在校生は約28,500名であった。

### 学生自治会
2019年7月1日に運営を開始した学生自治会（TU Dublin SU）は、前身のダブリン技術学院学生自治会、タラ技術学院学生自治会、ブランチャーズタウン技術学院学生自治会の合併として、2019年2月に設立された。

### スポーツ・サークル
スポーツクラブは、グランジゴーマン（アウンジャー通り、ボルトン通りを含む）、タラ、ブランチャーズタウンのキャンパスで独自に運営されている。

## 対外関係
2023年現在、約250校の大学と学術交流協定を締結している。そのうち、4校は東アジアにある。
 韓国
- 釜慶大学校
- 漢陽大学校
- 慶北大学校

 中国
- 北京語言大学